# シュナミティズム
シュナミティズム（英: shunamitism, shunammitism、独: Sunamitismus、仏: sunamitisme）は、性交をせず裸の処女と添い寝をする事で老人が若さを回復するという、迷信的な回春術である。理論的根拠は、若い女性の体温と水気が老人に伝わり若返らせるというもの。スナミティスム、シュナミズムとも呼ばれる。

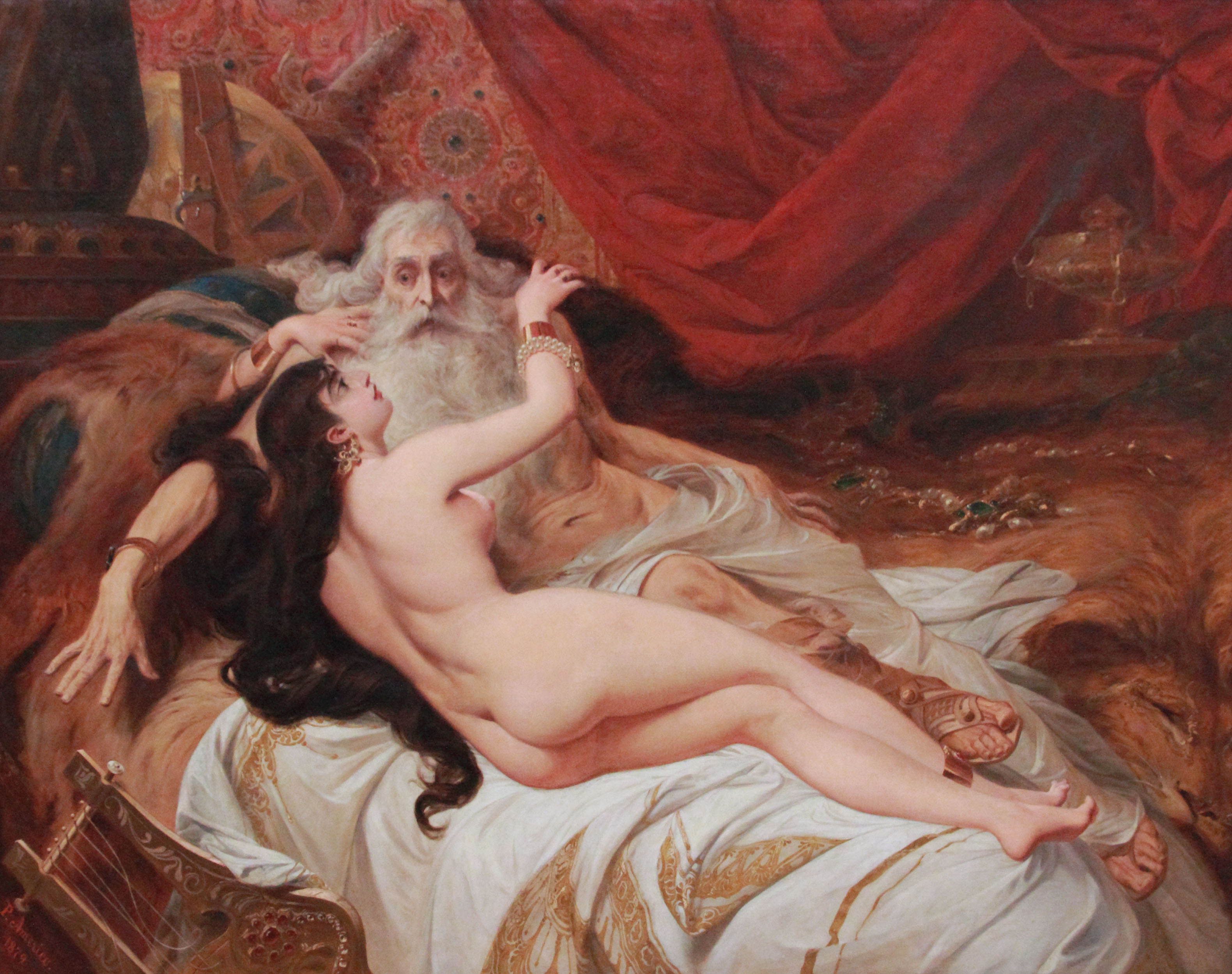
老王ダビデを温めるアビシャグ（ペドロ・アメリコ、1879）

語源は『旧約聖書』「列王記　第一」に記載されているダビデ王のエピソードである。ダビデ王は晩年、夜着を着ても体が温まらなくなった（1:1）。周囲の者は、若い処女を添い寝させて温めることにした。シュネム（シュナミ）出身のアビシャグ（英: Abishag the Shunammite）という美少女が選ばれ、ダビデ王に仕えることになった（1:2-3）。ダビデ王はアビシャグと性交することはなかった（1:4）。
このような、少女の柔肌と接触することで若いエキスを吸収するという接触呪術的な回春術は、古来、世界各地に存在した。
世界三大性典の一つである『素女経』には「よろしく交接の法を知るべきである。法の要点は、多くの少女を御して、しばしば精を漏らさぬようにすることだ。そうすれば体は軽くなり、百病は消えてなくなるだろう」とある。
ローマ帝国の第4代皇帝・クラウディウス（BC10 - AD54）もシュナミティズムを実践したとされる。
医師による処方としては、Thomas Sydenham（1624 – 1689）およびヘルマン・ブールハーフェ（1668 - 1738）が記録に残っている。
18世紀、パリのある淫売宿が、若い処女と添い寝させるサービスを考え出した。顧客は裕福な老人、アソコには丈夫なキャップがはめられた。14-15歳の処女が二人、両脇から温めてくれる。なお、処女たちは2-3年もこの仕事をすると心身ともに疲弊して老け込んでしまったという。
川端康成の小説・『眠れる美女』に、シュナミティズムを提供する「秘密くらぶ」が登場する。